# Stamullin
Stamullin är en ort i republiken Irland.   Den ligger i grevskapet An Mhí och provinsen Leinster, i den nordöstra delen av landet, 30 km norr om huvudstaden Dublin. Stamullin ligger 36 meter över havet och antalet invånare är 3 130.
Terrängen runt Stamullin är platt. Havet är nära Stamullin åt nordost. Runt Stamullin är det ganska tätbefolkat, med 83 invånare per kvadratkilometer. Närmaste större samhälle är Balbriggan, 6,0 km öster om Stamullin. Trakten runt Stamullin består i huvudsak av gräsmarker.